# Cheilotrichia gloydae
Cheilotrichia gloydae là một loài ruồi trong họ Limoniidae. Chúng phân bố ở miền Tân bắc.